# Schwarzhofen
Schwarzhofen je německá obec s tržním právem (Markt) v zemském okrese Schwandorf ve vládním obvodu Horní Falc spolkové země Bavorsko. Leží na řece Schwarzach, asi 20 km severovýchodně od Schwandorfu, nedaleko českých hranic.

## Sousední obce
Sousední obce jsou: Niedermurach, Dieterskirchen, Neunburg vorm Wald, Altendorf.
| Růžice kompasu | Altendorf 6 km          | Niedermurach 11 km      | Dieterskirchen 8 km     | Růžice kompasu |
| Růžice kompasu | Neunburg vorm Wald 5 km | Sever                   | Neunburg vorm Wald 5 km | Růžice kompasu |
| Růžice kompasu | Neunburg vorm Wald 5 km | Schwarzhofen            | Neunburg vorm Wald 5 km | Růžice kompasu |
| Růžice kompasu | Neunburg vorm Wald 5 km | Jih                     | Neunburg vorm Wald 5 km | Růžice kompasu |
| Růžice kompasu | Neunburg vorm Wald 5 km | Neunburg vorm Wald 5 km | Neunburg vorm Wald 5 km | Růžice kompasu |

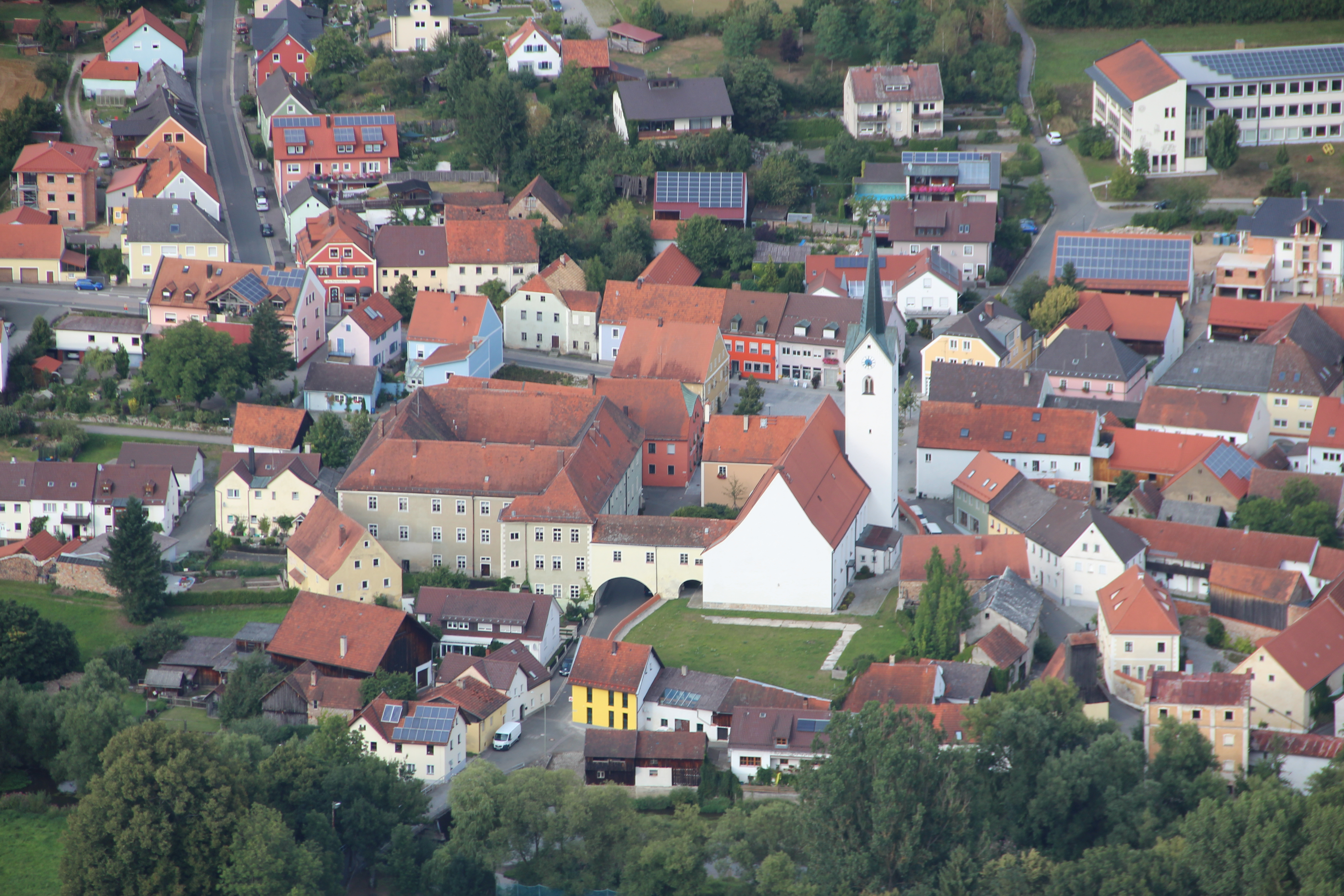
Bývalý klášter Schwarzhofen
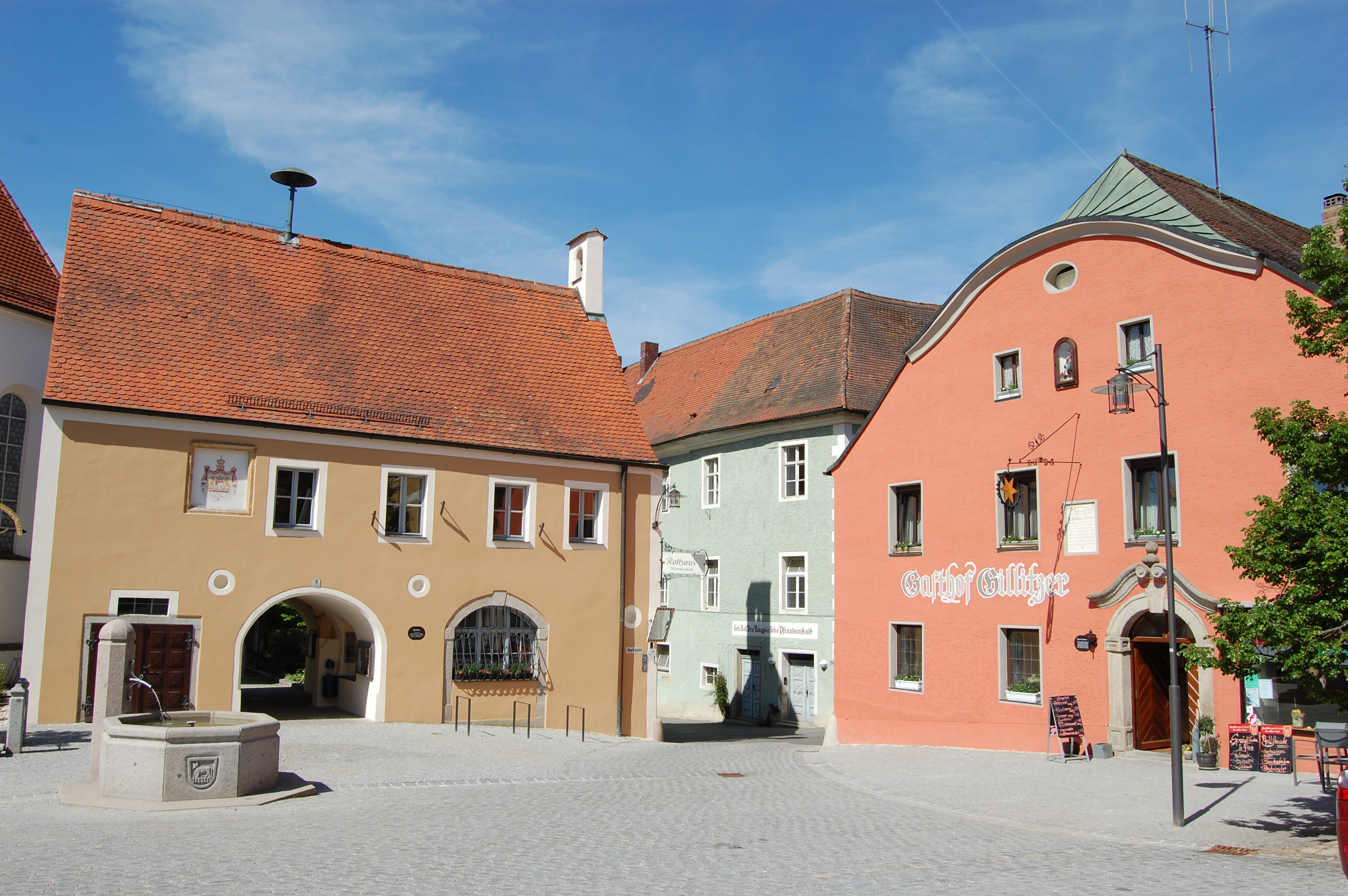
Tržiště
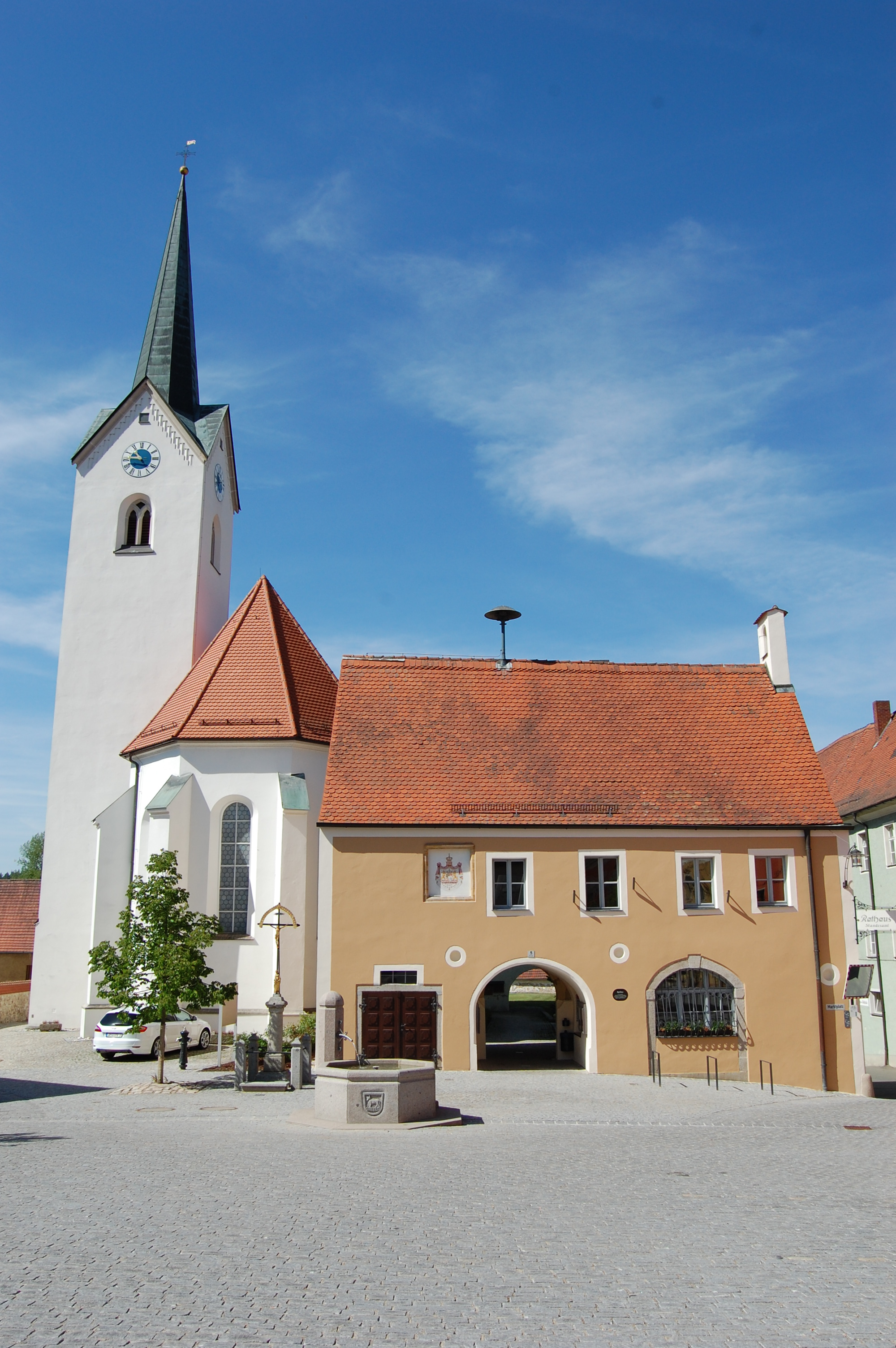
Tržiště a kostel
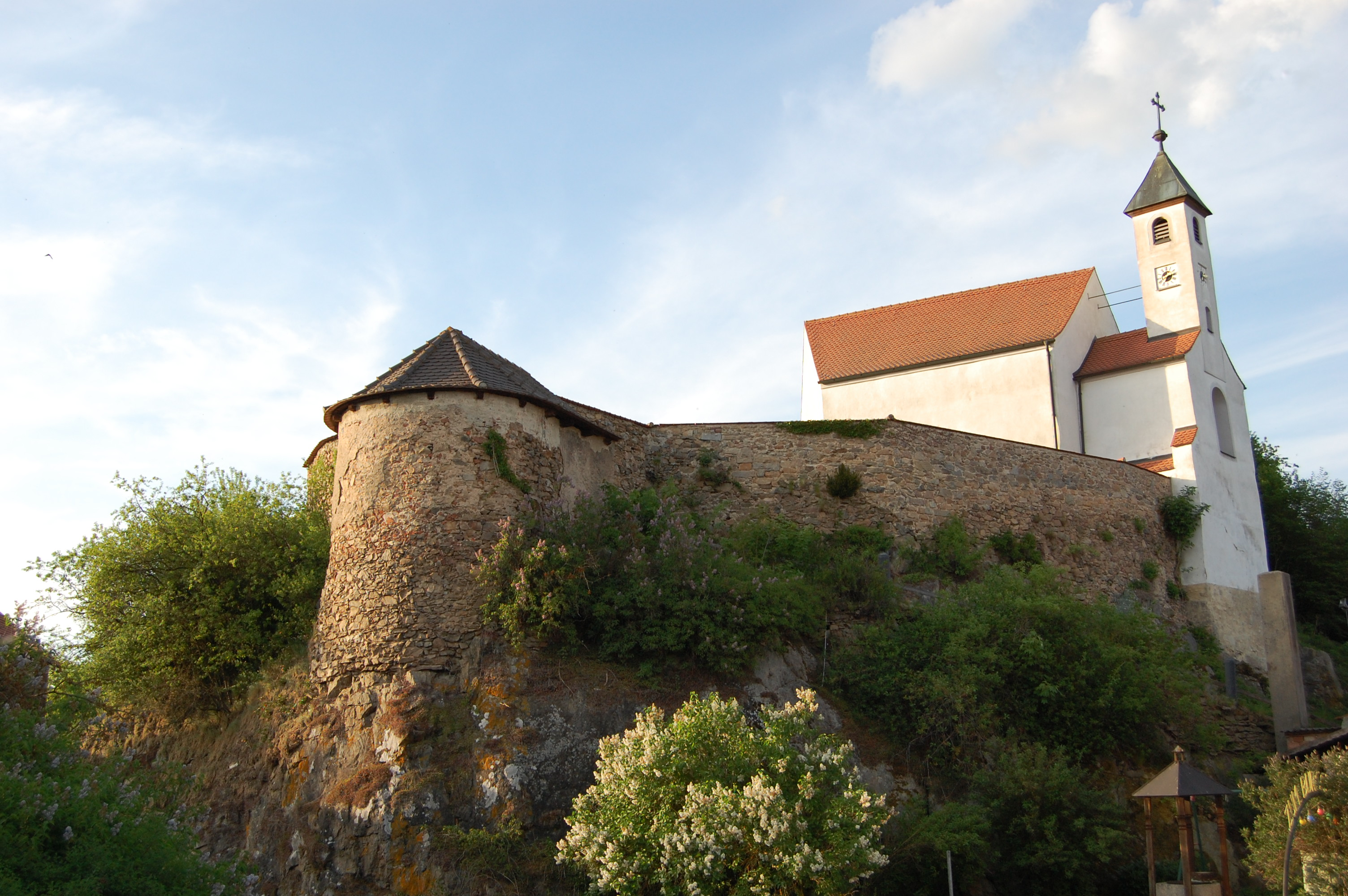
Hrad Zangenstein
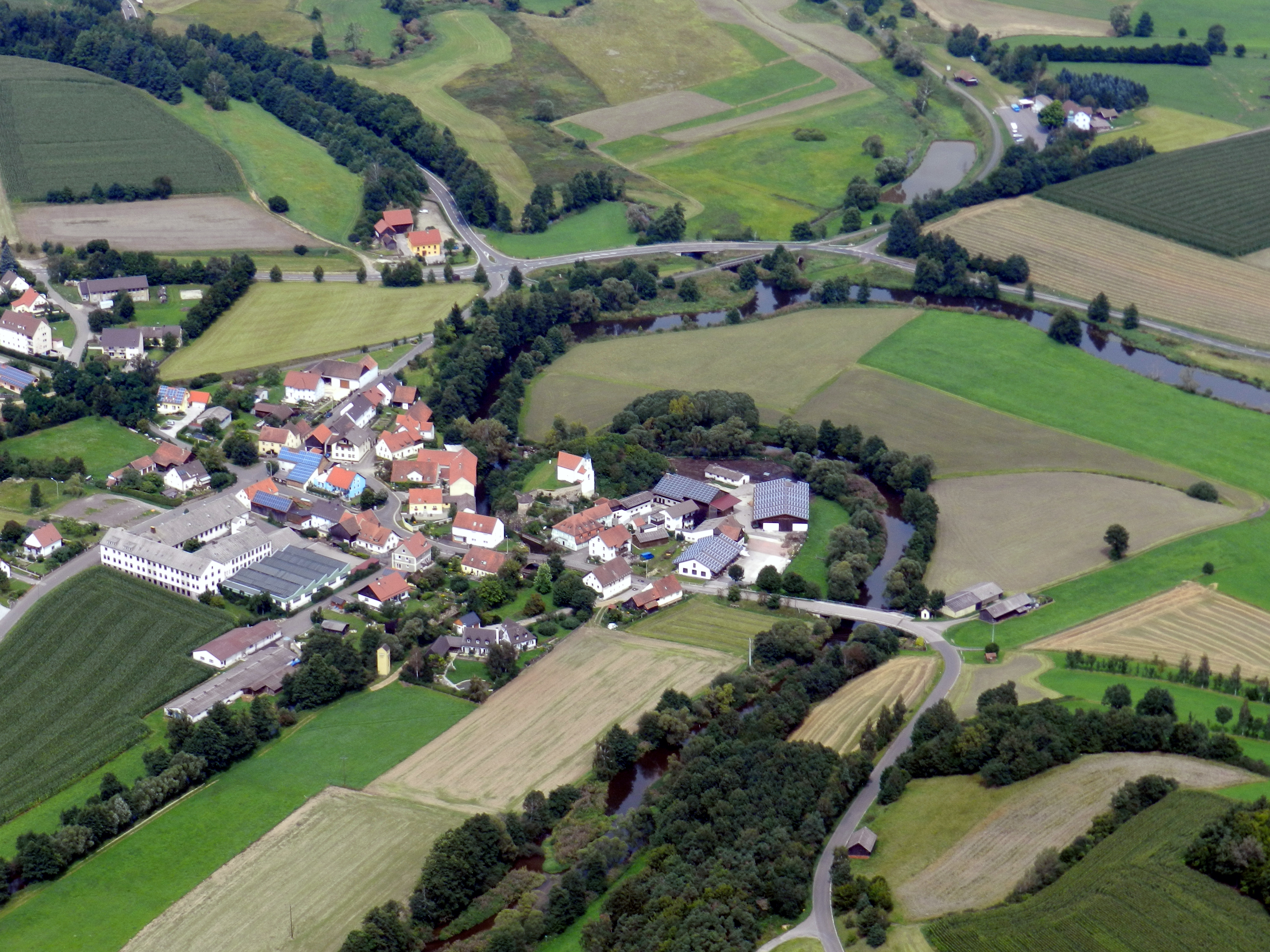
Zangenstein (2011)
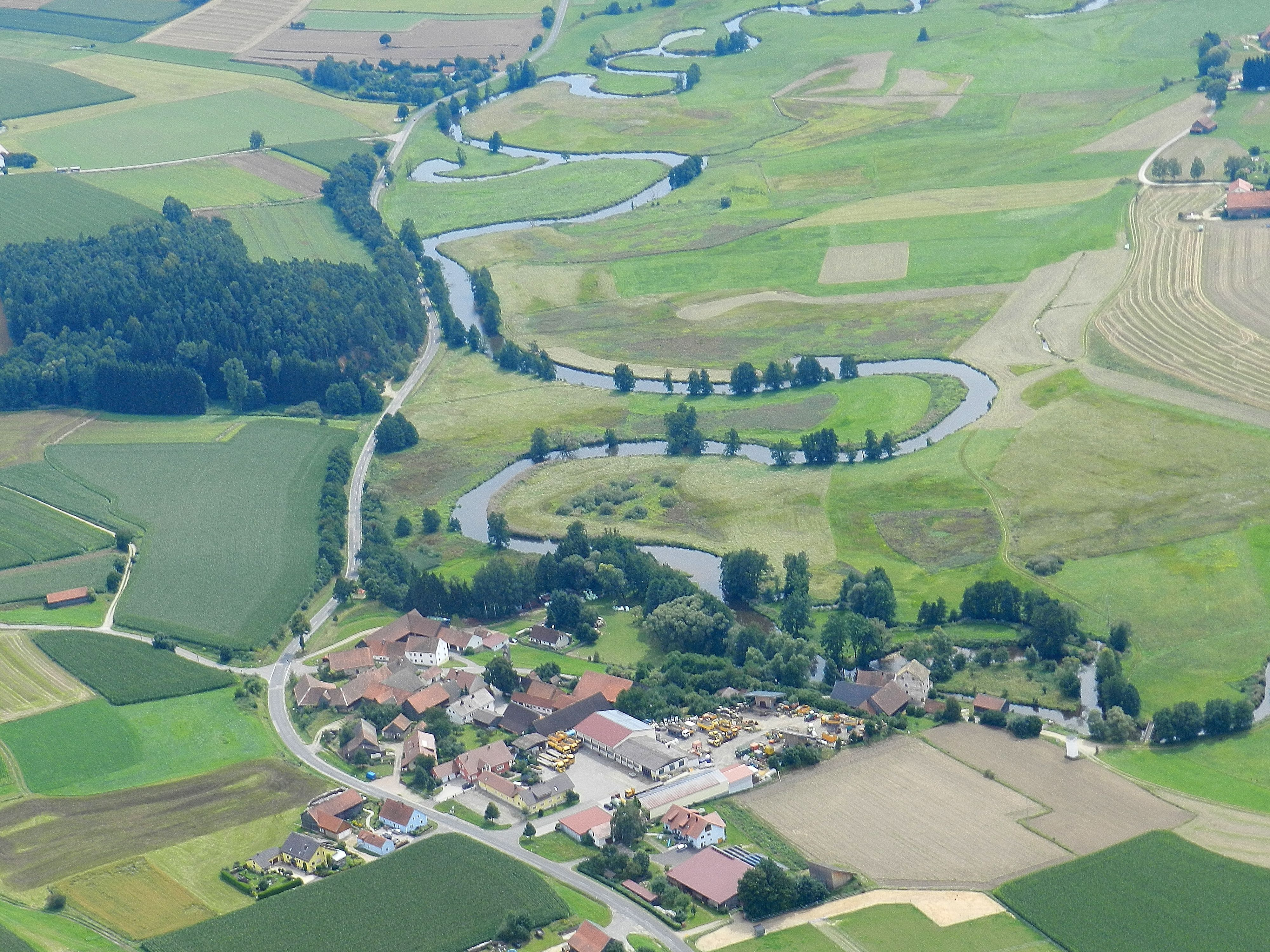
Meandry říčky Schwarzach